# Tvättställ

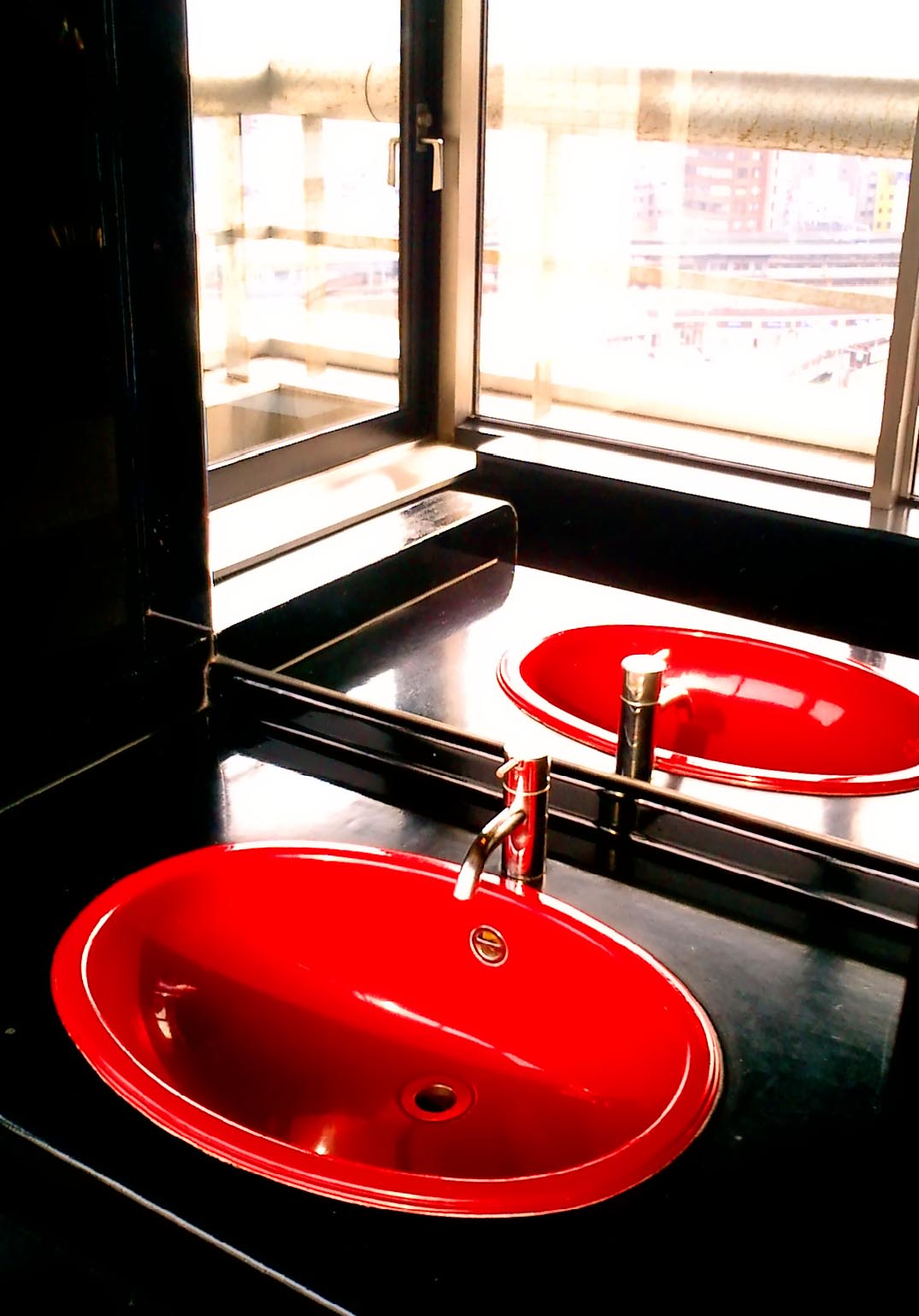
Ett inbyggnadstvättställ.

Tvättställ eller handfat, eller lavoar på finlandssvenska, är en fast skålad behållare för handtvätt med tillhörande vattenkran (blandare) och rörledningar (vattenledningar och avlopp med vattenlås samt bräddavlopp). I egentlig bemärkelse är handfatet själva huvuddelen av tvättstället, vilka ursprungligen avsåg tvättfat och stället som höll den i höjd med händerna, därav lavoar på finlandssvenska, som annars är en finmöbel. Handfatet tillverkas vanligen av porslin, plast eller rostfritt stål med påmonterad vattenkran.
Tvättställ förekommer framförallt i hygienrum (badrum, toalett) eller i miljö där god handhygien krävs, exempelvis på sjukhus.